# Gran Premio di Roma
Der Gran Premio di Roma (deutsch: Großer Preis von Rom) war eine Automobilrennsportveranstaltung, die von 1925 bis 1991 insgesamt 40-mal in Rom oder in der näheren Umgebung der italienischen Hauptstadt ausgetragen wurde. Von 1925 bis 1932 trug sie die Bezeichnung Premio Reale di Roma bzw. Reale Premio di Roma, ab 1947 wurde sie als Gran Premio di Roma bezeichnet. Das Rennen war für wechselnde Motorsportklassen ausgeschrieben, darunter für die Formel 1, die Formel 2 und die Formel 3.

## Geschichte

### Verschiedene Rennklassen
Vor dem Zweiten Weltkrieg war der Große Preis von Rom teilweise ein Formula-Libre-Rennen; in anderen Jahren wurde er nach dem Reglement der Grand-Prix-Europameisterschaft ausgetragen. Nach dem achten Rennen im Frühjahr 1932 gab es zunächst keine weiteren Veranstaltungen in Rom. Nach Kriegsende gab es wiederholte Versuche, das Rennen wiederzubeleben. 1954 und 1963 wurde der Große Preis von Rom als Formel-1-Rennen ausgetragen; hatte jedoch keinen Weltmeisterschaftsstatus. Eine dauerhafte Etablierung des Großen Preises von Rom gelang erst ab 1964. Seitdem war die Veranstaltung mit wenigen Ausnahmen ein Bestandteil der Formel-2-Europameisterschaft. Nach deren Einstellung 1984 wurde das Rennen noch sechs Jahre lang als Teil der Internationalen Formel-3000-Meisterschaft fortgeführt. Seit 1992 gibt es keinen Großen Preis von Rom mehr.
Zu den Besonderheiten des Großen Preises von Rom gehörte, dass es 1965 zwei Veranstaltungen mit diesem Namen gab. Einen Tag nach dem Formel-2-Rennen, das als 17. Großer Preis von Rom gezählt wurde, fand auf der gleichen Strecke ein Sportwagenrennen statt, das Lorenzo Bandini für Ferrari gewann.

### Strecken
Der Große Preis von Rom wurde auf wechselnden Strecken ausgetragen. In den ersten Jahren nutzten die Veranstalter öffentliche Straßen in verschiedenen Stadtvierteln Roms oder in Randgemeinden. 1931 und 1932 fand das Rennen auf der Pista del Littorio statt, einer permanenten Rennstrecke auf dem Gelände des 1928 eröffneten Flughafens Rom-Urbe. Ab 1964 wurde das Rennen regelmäßig auf dem 30 km nördlich von Rom gelegenen Autodromo Vallelunga veranstaltet.

### Gescheiterte Neuauflage im 21. Jahrhundert
Im ersten Jahrzehnt des 21. Jahrhunderts gab es Pläne, den Großen Preis von Rom als einen Lauf zur Formel-1-Weltmeisterschaft wieder zu veranstalten. Es gab Überlegungen, das Rennen auf einem Straßenkurs in dem römischen Stadtviertel EUR auszutragen. Giovanni Alemanno, der damalige Bürgermeister Roms, befürwortete das Projekt, als dessen Sprecher der ehemalige Rennfahrer Maurizio Flammini auftrat. 2009 kam es zu Verhandlungen mit Bernie Ecclestone, der die Inhaber der Formel-1-Vermarktungsrechte vertrat, und italienischen Politikern und Sportfunktionären. Sie mündeten in der Absichtserklärung, beginnend mit der Formel-1-Weltmeisterschaft 2013 den Großen Preis von Rom auszutragen. Allerdings sahen Ecclestones Planungen vor, dass in jedem Land nur ein Formel-1-Rennen pro Saison stattfinden sollte. Daraus resultierte ein Interessenkonflikt im Zusammenhang mit dem traditionsreichen Großen Preis von Italien im norditalienischen Monza. Diese Situation hatte bereits 2007 das Ende des Großen Preises von San Marino bedeutet. Flammini versuchte, die Ausrichter des Großen Preises von Italien zu einer Rotationslösung zu bewegen, scheiterte aber am Widerstand der lombardischen Politik. 2012 wurden die Pläne für den Großen Preis von Rom aus diesem Grund aufgegeben.
Von 2018 bis 2023 wurden in Rom auf dem Circuito cittadino dell’EUR im Rahmender der Forme E der Rom E-Prix ausgetragen.

## Ergebnisse
| Auflage | Datum              | Klasse                    | Strecke                           | Sieger                       | Zweiter                                | Dritter                                | Pole-Position                     | Schnellste Rennrunde             |
| ------- | ------------------ | ------------------------- | --------------------------------- | ---------------------------- | -------------------------------------- | -------------------------------------- | --------------------------------- | -------------------------------- |
| 1       | 22. Februar 1925   | GP                        | Circuito di Monte Mario           | Carlo Masetti (Bugatti)      | Emilio Materassi (Itala-Hispano-Suiza) | Guido Ginaldi (Alfa Romeo)             | unbekannt                         | Carlo Masetti (Bugatti)          |
|         |                    |                           |                                   |                              |                                        |                                        |                                   |                                  |
| 2       | 28. März 1926      | FL                        | Circuito di Valle Giulia          | Aymo Maggi (Bugatti)         | Gastone Brilli-Peri (Alfa Romeo)       | Giovanni Bonmartini (Alfa Romeo)       | unbekannt                         | Gastone Brilli-Peri (Alfa Romeo) |
|         |                    |                           |                                   |                              |                                        |                                        |                                   |                                  |
| 3       | 12. Juni 1927      | FL                        | Circuito dei Parioli              | Tazio Nuvolari (Bugatti)     | Mario Lepori (Bugatti)                 | Renato Balestrero (Bugatti)            | unbekannt                         | Emilio Materassi (Itala)         |
|         |                    |                           |                                   |                              |                                        |                                        |                                   |                                  |
| 4       | 12. Juni 1928      | GP                        | Circuito Tre Fontane              | Louis Chiron (Bugatti)       | Gastone Brilli-Peri (Bugatti)          | Emilio Materassi (Talbot)              | Tazio Nuvolari (Talbot)           | Louis Chiron (Bugatti)           |
| 5       | 26. Mai 1929       | GP                        | Circuito Tre Fontane              | Achille Varzi (Alfa Romeo)   | Gastone Brilli-Peri (Alfa Romeo)       | Albert Divo (Bugatti)                  | Hans Stuck (Austro Daimler)       | Gastone Brilli-Peri (Alfa Romeo) |
| 6       | 25. Mai 1930       | GP                        | Circuito Tre Fontane              | Luigi Arcangeli Maserati     | Guy Bouriat / Louis Chiron (Bugatti)   | Heinrich-Joachim von Morgen (Maserati) | Luigi Arcangeli (Bugatti)         | Louis Chiron (Bugatti)           |
|         |                    |                           |                                   |                              |                                        |                                        |                                   |                                  |
| 7       | 7. Juni 1931       | GP                        | Pista del Littorio                | Ernesto Maserati (Maserati)  | René Dreyfus (Maserati)                | Clemente Biondetti (Maserati)          | Ernesto Maserati (Maserati)       | Achille Varzi (Bugatti)          |
| 8       | 24. Mai 1932       | GP                        | Pista del Littorio                | Luigi Fagioli (Maserati)     | Piero Taruffi (Alfa Romeo)             | Heinrich-Joachim von Morgen (Maserati) | unbekannt                         | Luigi Fagioli (Maserati)         |
|         | 1933 bis 1946      | kein Großer Preis von Rom | kein Großer Preis von Rom         | kein Großer Preis von Rom    | kein Großer Preis von Rom              | kein Großer Preis von Rom              | kein Großer Preis von Rom         | kein Großer Preis von Rom        |
|         |                    |                           |                                   |                              |                                        |                                        |                                   |                                  |
| 9       | 25. Mai 1947       | SW                        | Circuito delle Terme di Caracalla | Franco Cortese (Ferrari)     | Guido Barbieri (Maserati)              | Guido Scagliarini (Stanguellini)       | unbekannt                         | unbekannt                        |
|         | 1948               | kein Großer Preis von Rom | kein Großer Preis von Rom         | kein Großer Preis von Rom    | kein Großer Preis von Rom              | kein Großer Preis von Rom              | kein Großer Preis von Rom         | kein Großer Preis von Rom        |
|         |                    |                           |                                   |                              |                                        |                                        |                                   |                                  |
| 10      | 2. Juni 1949       | F2                        | Circuito delle Terme di Caracalla | Luigi Villoresi (Ferrari)    | Piero Taruffi (Ferrari)                | Franco Cortese (Ferrari)               | unbekannt                         | Felice Bonetto (Ferrari)         |
| 11      | 11. Juni 1950      | F2                        | Circuito delle Terme di Caracalla | Alberto Ascari (Ferrari)     | Luigi Villoresi (Ferrari)              | Roberto Vallone (Ferrari)              | Alberto Ascari (Ferrari)          | Stirling Moss (HMW)              |
| 12      | 10. Juni 1951      | F2                        | Circuito delle Terme di Caracalla | Mario Raffaeli (Ferrari)     | Giampiero Bianchetti (Ferrari)         | Gianni Marzotto (Ferrari)              | unbekannt                         | Gianni Marzotto (Ferrari)        |
|         | 1952 bis 1953      | kein Großer Preis von Rom | kein Großer Preis von Rom         | kein Großer Preis von Rom    | kein Großer Preis von Rom              | kein Großer Preis von Rom              | kein Großer Preis von Rom         | kein Großer Preis von Rom        |
|         |                    |                           |                                   |                              |                                        |                                        |                                   |                                  |
| 13      | 6. Juni 1954       | F1                        | Autodromo di Castelfusano         | Onofre Marimón (Maserati)    | Harry Schell (Maserati)                | Sergio Mantovani (Maserati)            | Onofre Marimón (Maserati)         | Onofre Marimón (Maserati)        |
|         | 1955               | kein Großer Preis von Rom | kein Großer Preis von Rom         | kein Großer Preis von Rom    | kein Großer Preis von Rom              | kein Großer Preis von Rom              | kein Großer Preis von Rom         | kein Großer Preis von Rom        |
| 14      | 21. Oktober 1956   | SW                        | Autodromo di Castelfusano         | Jean Behra (Maserati)        | Harry Schell (Maserati)                | Paul Frère (Ferrari)                   | unbekannt                         | unbekannt                        |
|         | 1957 bis 1962      | kein Großer Preis von Rom | kein Großer Preis von Rom         | kein Großer Preis von Rom    | kein Großer Preis von Rom              | kein Großer Preis von Rom              | kein Großer Preis von Rom         | kein Großer Preis von Rom        |
|         |                    |                           |                                   |                              |                                        |                                        |                                   |                                  |
| 15      | 15. Mai 1963       | F1                        | Autodromo Vallelunga              | Bob Anderson (Lola)          | Carel Godin de Beaufort (Porsche)      | Ian Raby (Gilby)                       | Carel Godin de Beaufort (Porsche) | Ian Raby (Gilby)                 |
| 16      | 20. September 1964 | F2                        | Autodromo Vallelunga              | Jo Schlesser (Brabham)       | Tony Hegbourne (Cooper)                | Mike Beckwith (Cooper)                 | Jo Schlesser (Brabham)            | Jo Schlesser (Brabham)           |
| 17      | 15. Mai 1965       | F2                        | Autodromo Vallelunga              | Richard Attwood (Lola)       | Tony Maggs (Lola)                      | Jochen Rindt (Brabham)                 | Richard Attwood (Lola)            | Tony Maggs (Lola)                |
| 17      | 16. Mai 1965       | SW                        | Autodromo Vallelunga              | Lorenzo Bandini (Ferrari)    | Massimo Natili (OSCA)                  | Robertino (De Sanctis)                 |                                   | Lorenzo Bandini (Ferrari)        |
| 18      | 29. Mai 1966       | F3                        | Autodromo Vallelunga              | Ernesto Brambilla (Brabham)  | Clay Regazzoni (Brabham)               | Jorge Cupeiro (Brabham)                | Jonathan Williams (De Sanctis)    | Jonathan Williams (De Sanctis)   |
| 19      | 8. Oktober 1967    | F2                        | Autodromo Vallelunga              | Jacky Ickx (Matra)           | Jean-Pierre Beltoise (Matra)           | Johnny Servoz-Gavin (Matra)            | Jacky Ickx (Matra)                | Jacky Ickx (Matra)               |
| 20      | 27. Oktober 1968   | F2                        | Autodromo Vallelunga              | Ernesto Brambilla (Ferrari)  | Andrea de Adamich (Ferrari)            | Peter Gethin (Brabham)                 | Ernesto Brambilla (Ferrari)       | Ernesto Brambilla (Ferrari)      |
| 21      | 12. Oktober 1969   | F2                        | Autodromo Vallelunga              | Johnny Servoz-Gavin (Matra)  | Peter Westbury (Brabham)               | John Miles (Lotus)                     | Johnny Servoz-Gavin (Matra)       | Johnny Servoz-Gavin (Matra)      |
| 22      | 1970               | Rennen abgesagt           | Rennen abgesagt                   | Rennen abgesagt              | Rennen abgesagt                        | Rennen abgesagt                        | Rennen abgesagt                   | Rennen abgesagt                  |
| 23      | 10. Oktober 1971   | F2                        | Autodromo Vallelunga              | Ronnie Peterson (March)      | Dieter Quester (March)                 | Carlos Reutemann (Brabham)             | Emerson Fittipaldi (Lotus)        | Emerson Fittipaldi (Lotus)       |
| 24      | 1972               | Rennen abgesagt           | Rennen abgesagt                   | Rennen abgesagt              | Rennen abgesagt                        | Rennen abgesagt                        | Rennen abgesagt                   | Rennen abgesagt                  |
| 25      | 14. Oktober 1973   | F2                        | Autodromo Vallelunga              | Jacques Coulon (March)       | Vittorio Brambilla (March)             | Jo Vonlanthen (GRD)                    | Vittorio Brambilla (March)        | Vittorio Brambilla (March)       |
| 26      | 13. Oktober 1974   | F2                        | Autodromo Vallelunga              | Patrick Depailler (March)    | Hans-Joachim Stuck (March)             | Jacques Laffite (March)                | Patrick Depailler (March)         | Patrick Depailler (March)        |
| 27      | 12. Oktober 1975   | F2                        | Autodromo Vallelunga              | Vittorio Brambilla (March)   | Jacques Laffite (Martini)              | Maurizio Flammini (March)              | Michel Leclère (March)            | Jacques Laffite (Martini)        |
| 28      | 9. Mai 1976        | F2                        | Autodromo Vallelunga              | Jean-Pierre Jabouille (Elf)  | Patrick Tambay (Martini)               | Alex-Dias Ribeiro (March)              | Jean-Pierre Jabouille (Elf)       | René Arnoux (Martini)            |
| 29      | 15. Mai 1977       | F2                        | Autodromo Vallelunga              | Bruno Giacomelli (March)     | Didier Pironi (Martini)                | Eddie Cheever (Ralt)                   | Bruno Giacomelli (March)          | Bruno Giacomelli (March)         |
| 30      | 4. Juni 1978       | F2                        | Autodromo Vallelunga              | Derek Daly (Chevron)         | Bruno Giacomelli (March)               | Piero Necchi (March)                   | Bruno Giacomelli (March)          | Bruno Giacomelli (March)         |
| 31      | 13. Mai 1979       | F2                        | Autodromo Vallelunga              | Marc Surer (March)           | Siegfried Stohr (Chevron)              | Maurizio Flammini (March)              | Stephen South (March)             | Brian Henton (March)             |
| 32      | 12. Mai 1980       | F2                        | Autodromo Vallelunga              | Brian Henton (Toleman)       | Andrea de Cesaris (March)              | Derek Warwick (Toleman)                | Derek Warwick (Toleman)           | Brian Henton (Toleman)           |
| 33      | 10. Mai 1981       | F2                        | Autodromo Vallelunga              | Eje Elgh (Maurer)            | Stefan Johansson (Lola)                | Thierry Boutsen (March)                | Eje Elgh (Maurer)                 | Corrado Fabi (March)             |
| 34      | 16. Mai 1982       | F2                        | Autodromo Vallelunga              | Corrado Fabi (March)         | Philippe Streiff (AGS)                 | Pascal Fabre (AGS)                     | Stefan Johansson (Ralt)           | Stefan Bellof (Maurer)           |
| 35      | 8. Mai 1983        | F2                        | Autodromo Vallelunga              | Beppe Gabbiani (March)       | Jonathan Palmer (Ralt)                 | Mike Thackwell (Ralt)                  | Beppe Gabbiani (March)            | Beppe Gabbiani (March)           |
| 36      | 13. Mai 1984       | F2                        | Autodromo Vallelunga              | Mike Thackwell (Ralt)        | Roberto Moreno (Ralt)                  | Christian Danner (March)               | Mike Thackwell (Ralt)             | Mike Thackwell (Ralt)            |
| 37      | 12. Mai 1985       | F3000                     | Autodromo Vallelunga              | Emanuele Pirro (March)       | John Nielsen (Ralt)                    | Christian Danner (March)               | Mike Thackwell (Ralt)             | Emanuele Pirro (March)           |
| 38      | 4. Mai 1986        | F3000                     | Autodromo Vallelunga              | Ivan Capelli (March)         | Pascal Fabre (Lola)                    | Emanuele Pirro (March)                 | Ivan Capelli (March)              | Ivan Capelli (March)             |
| 39      | 10. Mai 1987       | F3000                     | Autodromo Vallelunga              | Stefano Modena (March)       | Luis Pérez-Sala (Lola)                 | Maurício Gugelmin (Ralt)               | Yannick Dalmas (March)            | Stefano Modena (March)           |
| 40      | 8. Mai 1988        | F3000                     | Autodromo Vallelunga              | Gregor Foitek (Lola)         | Bertrand Gachot (Reynard)              | Olivier Grouillard (Lola)              | Gregor Foitek (Lola)              | Michel Trollé (Lola)             |
| 41      | 30. April 1989     | F3000                     | Autodromo Vallelunga              | Fabrizio Giovanardi (March)  | Andrea Chiesa (Reynard)                | Eric van de Poele (Lola)               | Martin Donnelly (Reynard)         | Marco Apicella (Reynard)         |
|         | 1990               | kein Großer Preis von Rom | kein Großer Preis von Rom         | kein Großer Preis von Rom    | kein Großer Preis von Rom              | kein Großer Preis von Rom              | kein Großer Preis von Rom         | kein Großer Preis von Rom        |
| 42      | 14. April 1991     | F3000                     | Autodromo Vallelunga              | Alessandro Zanardi (Reynard) | Christian Fittipaldi (Reynard)         | Antonio Tamburini (Reynard)            | Christian Fittipaldi (Reynard)    | Alessandro Zanardi (Reynard)     |

| Legende   | Legende                                                                                              | Legende                                                     |
| Abkürzung | Klasse                                                                                               | Kommentar                                                   |
| --------- | --- | ----------------------------------------------------------- |
| F1        | Formel 1                                                                                             | Formel-1-Weltmeisterschaft ab 1950                          |
| F2        | Formel 2                                                                                             |                                                             |
| FL        | Formula libre                                                                                        | Fahrzeugklasse in der Regel vom Veranstalter ausgeschrieben |
| SW        | Sportwagen                                                                                           |                                                             |
| TW        | Tourenwagen                                                                                          |                                                             |
| GP        | Grand-Prix-Fahrzeuge                                                                                 |                                                             |
|           | ↓ Durchgehende graue Linien zeigen an, wann in der Geschichte auf einem neuen Kurs gefahren wurde. ↓ |                                                             |
|           | |                                                             |
|           | Einträge mit hellrotem Hintergrund waren keine Läufe zur Automobil- bzw. Formel-1-Weltmeisterschaft. |                                                             |
|           | Einträge mit gelbem Hintergrund waren Läufe zur Europameisterschaft.                                 |                                                             |